# Associazione Calcio Reggiana 1919
A Associazione Calcio Reggiana 1919 é um clube de futebol italiano da cidade de Reggio Emilia que disputa a Lega Pro. Fundada em 1919, foi a falência em 2005, tendo que descer uma divisão e disputar a Série C2 sendo refundada com o nome de Reggio Emilia Football Club retornando meses depois ao seu nome original, sua cor é o vermelho escuro (vinho). O estádio da equipe é o Stadio Città del Tricolore.

## História

### A.C. Reggiana (1919–2005)
O clube foi originalmente fundado em 1919 sob o nome AC Reggiana, pela fusão de dois clubes da cidade de Reggio Emilia, na Emília-Romanha, e jogou a Primeira Divisão Italiana por várias temporadas na década de 1920. Mais recentemente, jogou na Série A italiana em 1993-94, 1994-95 e 1996-97. Sua melhor posição foi o 13º lugar no campeonato da Série A de 1993-94, onde seu principal nome era o goleiro brasileiro Cláudio Taffarel, que viria a vencer a Copa do Mundo FIFA de 1994 após a temporada.

### A.C. Reggiana 1919 (2005–2018)
Em julho de 2005, o título esportivo do AC Reggiana SpA foi transferido para um novo investidor, Reggio Emilia FCSpA, antes de ser renomeado como AC Reggiana 1919 SpA logo após o início da temporada 2005–06.
Na temporada regular da Serie C2 de 2007–08, a equipe terminou em primeiro lugar no Grupo B e ganhou a promoção direta para a Lega Pro Prima Divisione (anteriormente conhecida como Serie C1 até aquele ano) para a temporada de 2008–09. Reggiana também venceu a Supercoppa di Serie C2 de 2008, uma competição para três vencedores da fase de grupos da Serie C2.
O clube foi adquirido pelo ex-jogador de beisebol ítalo-americano Mike Piazza em 2016. Após a temporada 2017–18, a família Piazza decidiu não registrar o time na temporada 2018–19 da Serie C, encerrando as atividades e sendo excluído das ligas profissionais italianas.

### Reggio Audace F.C. (2018–2020)
Em 31 de julho de 2018, uma nova entidade foi formada em Reggio Emilia, chamada Reggio Audace FC. O nome foi dado em homenagem a uma entidade precursora da década de 1910, onde o fundador do Reggiana, Severino Taddei, tocava antes de fundar o clube grená. O clube ganhou a promoção à Série B, após ter se classificado na repescagem à Série C devido a vagas deixadas por clubes falidos na terceira divisão do futebol italiano e vencer o playoff da Série C 2019-20, retornando à Série B após uma ausência de 21 anos, ganhando duas promoções consecutivas.

### A.C. Reggiana 1919 (2020–presente)
Em 28 de julho de 2020, o clube mudou seu nome de volta para AC Reggiana 1919.